# Gerhard Neubert
Gerhard Neubert (* 12. Juni 1909 in Johanngeorgenstadt; † 5. Dezember 1993 in Diepholz) war ein deutscher SS-Unterscharführer, der als Sanitätsdienstgrad im KZ Auschwitz III Monowitz eingesetzt war. Aufgrund seiner Beteiligung an NS-Gewaltverbrechen wurde Neubert im zweiten Frankfurter Auschwitzprozess zu einer mehrjährigen Haftstrafe verurteilt.

## Leben
Gerhard Neubert war der Sohn eines Rechtsanwalts. Er machte nach dem Abschluss der Volksschule eine Ausbildung zum Klavierbauer, die er 1927 erfolgreich beendete. Danach zog er nach Diepholz in Niedersachsen und übernahm eine leitende Tätigkeit in einem Möbelhaus.
Neubert bemühte sich erfolglos um eine Beschäftigung bei der Polizei. Er kam zum 20. Mai 1940 zur Waffen-SS und absolvierte bei dem SS-Regiment „Ostmark“ in Prag vier Wochen lang eine militärische Grundausbildung. Anschließend war er ein Jahr mit seiner Einheit in den besetzten Niederlanden stationiert und gelangte nach dem Überfall auf die Sowjetunion zum Einsatz an die Ostfront. Nach Rückverlegung seiner Einheit an den Sammelort Krakau traf Neubert nach einem Heimaturlaub seine Einheit dort nicht mehr an. Er wurde daraufhin in das KZ Auschwitz versetzt. Zunächst verrichtete er in Auschwitz Dienst bei der Wachmannschaft. Er meldete sich freiwillig zur Bedienung der Desinfektionsanlage und der Dampfkessel, wo er dann auch eingesetzt wurde. Er besuchte einen Desinfektions- als auch einen Krankenpflegerlehrgang und wurde auf den Einsatz im Häftlingskrankenbau vorbereitet.
Von Januar 1943 bis zum Januar 1945 war er als Sanitätsdienstgrad (SDG) im Häftlingskrankenbau (HKB), der ab Juni 1943 von dem Lagerältesten Stefan Budziaszek geleitet wurde, des Werk-KZs der IG Farben im KZ Auschwitz III Monowitz eingesetzt, zunächst unter dem Lagerarzt Horst Fischer und ab Herbst 1944 unter dessen Nachfolger Hans Wilhelm König. Neubert war in dieser Funktion sowohl für vorläufige, vom jeweiligen SS-Lagerarzt zu bestätigende, wie auch für endgültige Selektionen von Häftlingen verantwortlich. Auch aus eigener Machtkompetenz traf er selbstverantwortlich zahlreiche Selektionsentscheidungen. Die selektierten Häftlinge wurden jeweils im Stammlager oder in Auschwitz-Birkenau mittels Phenolinjektionen oder in den Gaskammern getötet. Es ergaben sich für Neubert aus der Selektionsgewalt Möglichkeiten der Vorteilsnahme, die er nutzte:
„So oft waren Häftlinge bemüht, Bekannte vor der Vernichtung zu retten. Robert Waitz berichtet, wie ein an chronischer Nierenentzündung Erkrankter aus einem zur Vergasung bestimmten Transport herausgeschwindelt wurde, nachdem der Sanitätsdienstgrad von Monowitz, Neubert, mit 100 Dollar bestochen war. Jan Trajster erinnert sich an ein ähnliches Vorkommnis: Ein aus Frankreich deportierter Jude namens Zawadzki wurde von Neubert für 50 Dollar und einen Liter Schnaps von der Vergasungsliste gestrichen.“
Bei anderer Gelegenheit organisierte ein Blockschreiber für ihn zwei Quadratmeter Filz. Die Gegenleistung bestand darin, 16 noch arbeitsfähige Häftlinge, die dem Blockschreiber wichtig waren, von einer Selektionsliste zu nehmen.
Im September 1943 wurde Neubert mit dem Kriegsverdienstkreuz II. Klasse mit Schwerten ausgezeichnet. Diese Auszeichnung für Angehörige des KZ-Lagerpersonals lässt laut Ernst Klee die „Beteiligung an Tötungen vermuten“. Zum 1. September 1943 wurde er auch zum Unterscharführer befördert.
Während der Räumung des Lagerkomplexes Auschwitz im Januar 1945 begleitete Neubert einen Häftlingstransport über Gleiwitz ins KZ Buchenwald. Als SS-Sanitätsdienstgrad war er anschließend in den Konzentrationslagern Buchenwald, Mittelbau und Neuengamme eingesetzt.
Nach Kriegsende geriet er in Schleswig-Holstein in britische Gefangenschaft und wurde aus der Internierung bereits nach zehn Wochen entlassen. Anschließend arbeitete er in Diepholz als landwirtschaftlicher Gehilfe, Tischler und Maurer-Polier. Zwischen Oktober 1958 und Ende 1963 war er bei der Standortverwaltung der Bundeswehr in Diepholz beschäftigt und bekleidete danach wieder seinen leitenden Posten in der Möbelfabrik, den er bereits vor dem Krieg innehatte.
Im Rahmen der Ermittlungen im Vorverfahren zum ersten Auschwitzprozess geriet auch Neubert unter Verdacht. Von einer Untersuchungshaft blieb er verschont und schied im Juli 1964 aufgrund eines ärztlichen Attests nach der Anklage und ohne Urteil als „verhandlungsunfähig“ aus dem Hauptverfahren aus. Im zweiten Auschwitzprozess (Verfahren „4 Ks 3/63 gegen Burger u. a.“) vor dem Landgericht Frankfurt am Main, der anderthalb Jahre später begann und am 16. September 1966 endete, war er wieder verhandlungsfähig und stand gemeinsam mit Wilhelm Burger und Josef Erber vor Gericht. Neubert, der seit Anfang 1966 in Untersuchungshaft saß, wurde vom Landgericht Frankfurt am Main wegen Beihilfe zum gemeinschaftlichen Mord in 35 Fällen zu dreieinhalb Jahren Zuchthaus verurteilt. Im Urteil wurde vermerkt, er habe bei Selektionen im Krankenbau „auch endgültige Entscheidungen getroffen. Die von ihm ausgesonderten Häftlinge wurden noch nicht einmal dem Lagerarzt vorgestellt“. Eine von einigen Auschwitzüberlebenden erklärte „mitfühlende Haltung“ gegenüber Häftlingen wirkte sich strafmildernd aus. Eine Revision des Urteils wurde durch Entscheidung des Bundesgerichtshofs am 3. Juli 1970 verworfen, die Zuchthausstrafe jedoch nach der Abschaffung der Unterscheidung zwischen „Zuchthaus“ und „Gefängnis“ (1969) in „Freiheitsstrafe“ umbenannt. Am 28. Januar 1971 wurde durch Beschluss des Landgerichts Frankfurt am Main der „Strafrest auf Bewährung ausgesetzt“.